# Ворсино (залізнична станція, Калузька область)
Ворсино (рос. Ворсино) — залізнична станція в Боровському районі Калузької області Російської Федерації.
Населення становить 237 осіб. Входить до складу муніципального утворення Муніципальне утворення село Ворсино.

## Історія
До 1944 року населений пункт належав до Московської області. Від 1944 року в складі Калузької області.
Від 2004 року входить до складу муніципального утворення Муніципальне утворення село Ворсино.

## Населення
| 2002 | 2010 |
| ---- | ---- |
| 183  | ↗237 |